# Gerry Birrell

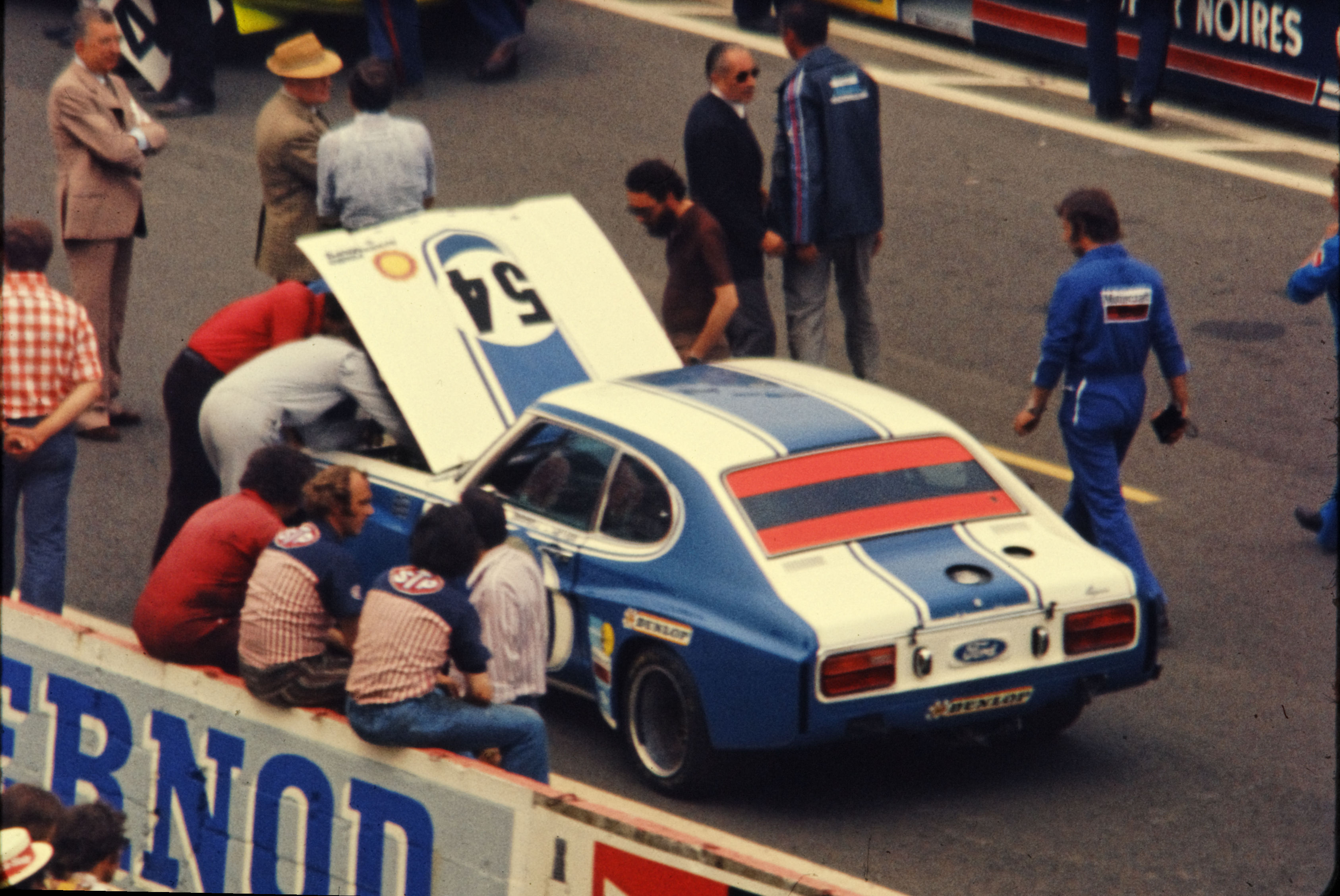
Der von Gerry Birrell beim 24-Stunden-Rennen von Le Mans 1973 gefahrene Ford Capri RS beim Vorstart

Gerald Hussey Buchanan „Gerry“ Birrell (* 30. Juli 1944 in Milngavie, Schottland; † 23. Juni 1973 in Rouen, Frankreich) war ein britischer Automobilrennfahrer, der in unterschiedlichen Klassen an Tourenwagen-, Formel- und Langstreckenrennen teilnahm. Er war der designierte Nachfolger Jackie Stewarts im Formel-1-Team von Ken Tyrrell, starb aber vor seinem ersten Formel-1-Rennen an den Folgen eines Trainingsunfalls.

## Biografie
Gerry Birrell wurde 1944 in Milngavie, einem Vorort der schottischen Stadt Glasgow, geboren. Sein Vater arbeitete als Möbelverkäufer in Glasgow. Gerry Birrells ältere Brüder waren Graham (* 1940) und Ian Birrell. Graham Birrell fuhr in den 1960er-Jahren regelmäßig Tourenwagenrennen und gewann 1964 die Schottische Tourenwagen-Meisterschaft. Gerry Birrell teilte von Kindheit an die Leidenschaft seines älteren Bruders für Automobile. Im Alter von 15 Jahren ging er von der Schule ab und absolvierte bei einem örtlichen BMC-Händler eine Ausbildung zum Automechaniker. In seiner Freizeit arbeitete er als Rennmechaniker für seinen Bruder Graham und betreute dessen Austin A35 und A40 an Rennwochenenden. Die so erworbenen Kenntnisse erleichterten Birrell später das Verständnis für die von ihm gefahrenen Rennwagen. Er galt in seiner Zeit als „fähiger Ingenieur“.
1961, im Alter von 17 Jahren, begann Birrell selbst Autorennen zu fahren. Anfänglich unterstützten ihn die Eltern, indem sie die Kosten für Benzin und Ersatzteile übernahmen; später finanzierte er seine Rennsportaktivitäten aus seinem Lohn als Kfz-Mechaniker in einer BMC-Werkstatt. 1967 wurde er professioneller Rennfahrer. Zwischen den Rennen arbeitete er für die britische Ford-Tochter. Er war an der Entwicklung von Straßen- und Wettbewerbsfahrzeugen beteiligt und bestritt Testfahrten für Ford. Das Fahrwerk des Ford Escort RS 2000 wurde weitestgehend von Birrell entwickelt.
Gerry Birrell war seit 1968 verheiratet. Aus der Ehe gingen zwei 1972 geborene Töchter hervor.

## Rennfahrerkarriere

### Anfänge
In den frühen 1960er-Jahren fuhr Birrell wie sein Bruder Graham in erster Linie Tourenwagen-, später auch Bergrennen. Anfänglich blieben seine Einsätze aus finanziellen Gründen auf Schottland beschränkt. Seine Autos baute er selbst zusammen. Besonders erfolgreich war er mit einem selbst getunten Singer Chamois, mit dem er 1967 die schottische Tourenwagenmeisterschaft gewann. 
Ende 1967 wechselte Birrell auf offene Einsitzer. Eineinhalb Jahre lang fuhr er Formel-V-Rennen und gewann 1968 die britische Meisterschaft. 1969 stieg er in die Formel Ford auf. Hier zahlte sich Birrells technisches Wissen aus. Nach Einschätzung von Beobachtern bereitete er seine Autos gewissenhafter vor als seine Konkurrenten. Der Motorentuner Brian Hart, der bereits 1969 mit Birrell zusammenarbeitete, war der Ansicht, Birrell verstehe „vom Chassis genauso viel wie vom Getriebe und vom Motor“. In seinem einzigen Jahr in der Formel Ford setzte sich Birrell gegen die späteren Formel-1-Weltmeister Emerson Fittipaldi und James Hunt durch und gewann die Europameisterschaft.

### 1970
Der nächste Schritt führte Birrell in die Formel 3. In der Saison 1970 wurden in Großbritannien drei eigenständige Formel-3-Meisterschaften ausgetragen, an denen Birrell regelmäßig teilnahm. Er fuhr einen Brabham BT28 für Rodney Bloors Team Sports Motors, den er zusammen mit einem weiteren Mechaniker vorbereitete. In der Shell Super Oil British F3 Championship gewann Birrell einen Lauf in Brands Hatch. Am Jahresende belegte er in dieser Serie mit 21 Punkten Platz sieben der Fahrwertung, in der M.C.D. Lombank British F3 Championship und der B.A.R.C. Forward Trust British F3 Championship wurde er jeweils Achtzehnter. Vereinzelt nahm Birrell 1970 auch an europäischen Formel-3-Rennen teil. Im Juni 1970 gewann er die Trophée Paul Ricard auf dem südfranzösischen Circuit Paul Ricard.
1970 debütierte Birrell außerdem in der Formel 2. Beim Rhein-Pokalrennen auf dem Hockenheimring, das nicht zur Formel-2-Europameisterschaft zählte, ersetzte er im Team Sports Motors den Stammfahrer Tim Schenken. Im Rennen fuhr er mit seinem Brabham BT30 unter anderem gegen seinen Bruder Graham, der für das etablierte Team Ecurie Ecosse antrat. Anders als Graham fuhr Gerry Birrell bis zur vorletzten Runde in der Spitzengruppe mit, fiel dann aber nach einem technischen Defekt vorzeitig aus und wurde als Elfter gewertet. Im Herbst des gleichen Jahres beendete er den Gran Premio Città di Imola, seinen ersten Formel-2-Meisterschaftslauf, vor seinem Teamkollegen Tim Schenken auf Platz acht.

### 1971
1971 trat Birrell mit seinem eigenen Team in der Formel-2-Europameisterschaft an, das nach seinem Geldgeber J. & J. Stanton genannt wurde. Birrell setzte einen Lotus 69 mit einem von Hart getunten Cosworth-Motor ein. Er bestritt neun der insgesamt elf Meisterschaftsläufe. Sein bestes Ergebnis war Platz fünf beim Gran Premio di Roma; hinzu kamen drei sechste Plätze. In der abschließenden Wertung belegte er mit 17 Punkten Rang 12.

### 1972
Vor Beginn der Formel-2-Europameisterschaft 1972 bemühte sich Birrell um einen Formel-2-Werksvertrag bei March Engineering, unterlag aber Niki Lauda, der sich mithilfe eines privat aufgenommenen Kredits bei March eingekauft hatte. Stattdessen stellte Birrell erneut ein eigenes Team auf. Mit finanzieller Unterstützung eines mittelenglischen Coca-Cola-Abfüllers mietete er einen March 722 mit Cosworth-Hart-Motor. In dieser Saison bestritt er nur fünf von 14 Meisterschaftsläufen. Bei keinem seiner fünf Rennen kam Birrell ins Ziel. Technische Defekte oder Unfälle infolge von Fahrfehlern führten jeweils zu frühzeitigem Ausscheiden. Allerdings war Birrell in diesem Jahr stark bei Ford eingebunden.
Im Mai 1972 nahm er zusammen mit dem Belgier Claude Bourgoignie für Ford Deutschland am 24-Stunden-Rennen von Le Mans  teil. Birrell und Bourgoignie erzielten in einem Ford Capri den Klassensieg für Tourenwagen.
Ende 1972 erhielt Birrell schließlich einen Werksvertrag beim britischen Rennwagenhersteller Chevron. Zusammen mit Peter Gethin und Jochen Mass nahm er für das Chevron-Werksteam an den Rennen der südafrikanischen Springbok Series teil. Birrell gewann fünf Dreistundenrennen und wurde Meister dieser Serie. 

### 1973
In der Formel-2-Saison 1973 setzte Birrell seine Beziehung zu Chevron fort. Er erhielt einen Werksvertrag für die Formel-2-Europameisterschaft. Birrell fuhr einen Chevron B25 mit Cosworth-BD-Motor. Die Saison begann ohne große Erfolge. Nach einem zehnten Platz bei der Deutschland-Trophäe in Hockenheim erzielte er bei der anschließenden B.A.R.C. „200“ im mittelenglischen Thruxton mit dem vierten Platz sein bestes Ergebnis in der Formel-2-Europameisterschaft. Beim ADAC Eifelrennen auf dem Nürburgring verunglückte Birrell bei regnerischem Wetter im Training und beschädigte sein Auto, sodass er am Rennen nicht teilnehmen konnte. Beim anschließenden Rennen in Pau wurde er Zehnter. Danach ließ er drei Rennen aus, um Ende Juni 1973 in Nordfrankreich am Grand Prix de Rouen-les-Essarts teilzunehmen. 
Beim Training zu diesem Rennen verunglückte Birrell tödlich. 

### Tödlicher Unfall in Rouen

Streckenverlauf des Circuit Rouen-les-Essarts: Unfallstelle Six Frères (Nr. 3)

In der Anfahrt zur Kurve Six Frères geriet Birrell am 23. Juni 1973 bei etwa 250 km/h mit einem Rad auf das Bankett neben der Fahrbahn. In der Folge verlor er die Kontrolle über den Wagen und fuhr geradeaus in die Leitplanken. Die Metallschienen bogen sich beim Aufprall nach oben, das Auto rutschte darunter durch, und die Leitplanke trennte Birrells Kopf ab.
Die Quellen gehen übereinstimmend davon aus, dass ein geplatzter Vorderreifen die unmittelbare Ursache für den Unfall war. Birrell fuhr mit einem Reifensatz, der eigentlich für seinen Teamkollegen Peter Gethin bestimmt war.
Nach Darstellung einer Biografie aus dem Jahr 2004 fuhr Birrell bei diesem Training aufgrund besonderer Umstände außergewöhnlich riskant. Dieser Biografie zufolge wurde in der Woche vor dem Rennen ein möglicher Aufstieg Birrells in die Formel 1 diskutiert. Denn er war konkret als künftiger Stammfahrer bei der Tyrrell Racing Organisation im Gespräch, einem der zu dieser Zeit erfolgreichsten Teams der Formel 1. Jackie Stewart hatte mit Tyrrell 1969 und 1971 die Fahrerweltmeisterschaften gewonnen, und 1973 wurde der dritte Titel erwartet. Teamintern hatte Stewart bereits die Absicht erklärt, mit Ablauf der Saison 1973 seine Formel-1-Karriere zu beenden. Seine Rolle als Spitzenfahrer sollte der bisherige Nummer-2-Pilot François Cevert einnehmen, sodass für 1974 ein Stammplatz bei Tyrrell zu vergeben war. Ford, Tyrrells Motorenlieferant, setzte sich bei Ken Tyrrell für Birrell ein und war bereit, Tyrrell dafür finanziell entgegenzukommen. Daraufhin kündigte Ken Tyrrell an, nach Rouen zu fahren und Birrell bei dem Rennen zu beobachten. Birrell wusste von der Anwesenheit Tyrrells und von der Bedeutung dieses Rennens für seine weitere Entwicklung. Wegbegleiter berichteten rückblickend, Birrell habe sich im Vorfeld Gedanken darüber gemacht, auf welchem Streckenteil er Zeit sparen könnte, und sei bereit gewesen, „etwas zu riskieren“ (John Hogan). Da sein Auto wegen Verzögerungen beim französischen Zoll nicht rechtzeitig an der Strecke war, konnte er im Freitagstraining keine gezeitete Runde fahren, sodass er am Samstag, dem einzig verbliebenen Trainingstag, zusätzlich unter Bewährungsdruck gestanden habe.

## Zitate über Gerry Birrell
„Gerry Birrell war eine unglaubliche Persönlichkeit. Man konnte nicht anders als ihn zu mögen. Er war talentiert, außergewöhnlich interessiert und sog alles auf.“

„Gerry Birrell hätte Formel-1-Weltmeister werden können. Er hatte etwas von Alan Jones.“

## Statistik

### Le-Mans-Ergebnisse
| Jahr | Team                           | Fahrzeug          | Teamkollege        | Teamkollege   | Platzierung             | Ausfallgrund |
| ---- | ------------------------------ | ----------------- | ------------------ | ------------- | ----------------------- | ------------ |
| 1972 | Ford Motor Company Deutschland | Ford Capri 2600RS | Claude Bourgoignie |               | Rang 10 und Klassensieg |              |
| 1973 | Ford Motorenwerke              | Ford Capri LV     | Helmut Koinigg     | Jean Vinatier | Ausfall                 | Feuer        |

### Einzelergebnisse in der Sportwagen-Weltmeisterschaft
| Saison | Team             | Rennwagen  | 1   | 2   | 3   | 4   | 5   | 6   | 7   | 8   | 9   | 10  | 11  |
| ------ | ---------------- | ---------- | --- | --- | --- | --- | --- | --- | --- | --- | --- | --- | --- |
| 1970   | Graphic Racing   | Gropa CMC  | DAY | SEB | BRH | MON | TAR | SPA | NÜR | LEM | WAT | ZEL |     |
| 1970   | Graphic Racing   | Gropa CMC  |     |     | 15  |     |     |     | 33  |     |     |     |     |
| 1972   | Ford Deutschland | Ford Capri | BUA | DAY | SEB | BRH | MON | SPA | TAR | NÜR | LEM | ZEL | WAT |
| 1972   | Ford Deutschland | Ford Capri |     |     |     |     |     | 10  |     |     |     |     |     |
| 1973   | Ford Deutschland | Ford Capri | DAY | VAL | DIJ | MON | SPA | TAR | NÜR | LEM | ZEL | WAT |     |
| 1973   | Ford Deutschland | Ford Capri |     |     |     |     |     |     | 6   | DNF |     |     |     |